# Zhuge Jin
En aquest nom xinès, el cognom és Zhuge.
Zhuge Jin (174-241 EC), nom estilitzat Ziyu (子瑜), va ser un general militar i un polític de Wu Oriental durant els períodes de la tardana Dinastia Han Oriental i els Tres Regnes de la història xinesa.

## Biografia

### Primers anys
Zhuge Jin va nàixer en el Comtat de Yangdu (陽都) en la Comandància de Langya (琅琊), en l'actualitat Comtat de Yinan (沂南), Província de Shandong. Ell era el major de tres germans i es va convertir en orfe durant la seva joventut; la seva mare va morir que tenia 16 anys, i el seu pare va morir quan ell va complir els 19 anys. El seu oncle el va criar juntament amb els seus germans. Quan Cao Cao va envair Shandong en el 195, la seva família va ser forçada a fugir al sud de la Província de Jing i el seu pare va morir prompte d'una malaltia. Després les seves dues germanes es van casar amb homes de famílies notables que tenien molta influència en l'àrea, Jin va començar el seu viatge cap a l'est.

### Servei sota Sun Quan
Després que el senyor de la guerra de la Provínvia de Yang, Sun Ce, va ser assassinat, Zhuge Jin va ser remès al successor de Sun Ce, Sun Quan, i es va convertir en el seu secretari personal (长史)(secretari d'un general que s'esperava que participara en operacions militar durant la dinastia Han). Ell va ser aviat transferit per ser el Comandant Central (中司馬), amb tot.
Zhuge Jin se va unir a la invasió de Lu Meng de la Província de Jing, i va ser ascendit a General que Pacifica el Sud per la seva actuació durant la campanya. Quan esclatà la batalla de Yiling, Jin va escriure una carta a Liu Bei, demanant-li d'avortar l'operació, però Liu Bei es va negar. Com el germà menor de Zhuge Jin, Zhuge Liang, era l'oficial de més confiança de Liu Bei, algú li va dir a Sun Quan que Zhuge Jin estava en connivència amb les forces de la Shu Han, això no obstant, Sun Quan va declarar obertament que no importava el que digués l'enraonia, Zhuge Jin no el trairia, igual que ell mai trairia a Jin.
Durant els últims anys de Zhuge Jins, ell va resultar ser ascendit al rang de Gran General (大将军) i Comandant de l'Esquerra (左将軍). Va participar en diverses campanyes militars contra el Regne de Wei, però en la majoria d'elles va patir derrotes.
Després de la mort de Zhuge Jin, el seu fill Zhuge Ke el va succeir, i es va convertir en un gran general de Wu, però més tard va fallar en el càrrec de regent, conduint a la destrucció del clan Zhuge tal com Zhuge Jin havia previst
Zhuge Jin també tenia altre fill anomenat Zhuge Qiao, que va ser adoptat pel seu germà Zhuge Liang i la seva esposa, la Dama Huang.

## Família
- Ancestre: Zhuge Feng (諸葛豐), va servir com a Director de Criats durant el regnat de l'emperador Yuan de Han

- Pare: Zhuge Gui (諸葛珪), va servir com Assistent en la Comandància del Mount Tai durant la tardana Dinastia Han Oriental

- Oncle: Zhuge Xuan (諸葛玄), va servir com a Administrador de Yuzhang, es va unir a Liu Biao més tard. Va criar a Zhuge Liang i Zhuge Jun.

- Germans:
  - Zhuge Liang, germà menor, va servir a Shu Han
  - Zhuge Jun (諸葛均), germà menor, va servir a Shu Han
  - Germana menor, nom desconegut, casada amb Pang Shanmin (el cosí major de Pang Tong)
  - Germana menor, nom desconegut, casada amb un membre del clan Xiangyang (liderat per Kuai Liang i Kuai Yue)

- Cosins:
  - Zhuge Dan, va servir a Cao Wei, va participar en les Tres Revoltes a Shouchun, mort després de la seva derrota

- Xiquets:
  - Zhuge Ke, va servir a Wu Oriental. Vegeu Zhuge Ke#Família per als detalls sobre la família de Zhuge Ke
  - Zhuge Qiao, adoptat per Zhuge Liang, mort a una edat jove
  - Zhuge Rong (諸葛融), va servir a Wu Oriental, es va suïcidar consumint verí després de la mort de Zhuge Ke
  - Dama Zhuge (諸葛氏), casada amb Zhang Cheng